# ビル・ダンス
ビル・ダンス（Bill Dance、1940年10月7日 - ）はアメリカ合衆国のバスフィッシング・プロフェッショナル、テレビタレント。

## 人物
- アメリカの長寿番組『ビル・ダンス・アウトドアーズ』の司会者として知られている。
- 1980〜90年代初頭はダイワ精工と契約していた、名前を冠したロッドも存在した。
- 1970年、1974年、1977年、B.A.S.S.(Bass Anglers Sportsman Society)アングラーズ・オブ・ザ・イヤーズ獲得。
- IGFA釣り人の殿堂入りメンバー。